# 나가시마 유코
나가시마 유코(일본어: 永島 由子 1970년 7월 3일 -)는 일본의 여성 성우 내레이터 아오니 프로덕션 소속 오사카부 출신 애칭은 윳삐 "ゆっぴー " 혈액형 O형 남편은 성우 우에다 요지

## 출연 작품

### TV 애니메이션
1993년
- 슬램덩크 (아이다 야요이)

1994년
- 마법기사 레이어스 (칼디나)
- 패왕대계 류나이트 (캇체)

1995년
- 괴도 세인트 테일 (타카미야 리나)

1996년
- 우주여행사 야트 (나나코)
- 기동전함 나데시코 (에리나 킨조 원)

1999년
- 에덴즈 보위 (훼니스)

2001년
- 스크라이드 (키류 미모리)

2002년
- 건방진 천사 (레이코)
- 리제르 마인 (이바타 나츠미)

2003년
- 배틀 프로그래머 시라세 (모토키 사에)
- 피스메이커 쿠로가네 (야마자키 아유무)
- D.N.Angel (마노 쿠라시나)

2004년
- 하급생 2 (와카이 미사키)

2005년
- AIR (유키토의 어머니)

2006년
- 카시마시 ~걸 미츠 걸~ (하즈무의 어머니)
- 괴 ~아야카시~ (오소데(요츠야 소데))

### OVA
1995년
- 이상한 나라의 미유키 (바니걸)
- 여신천국 (안젤라)
- 3X3 아이즈 : 성마전설 (란 파오파오)

1996년
- 초인학원 고우카이저 (아사히나 료&아사히나 스즈)
- 베어리어블 지오 (엘레나 골드스미스)

2008년
- 퀴즈 매직 아카데미 (말라리야)